# Cragsman Peaks
Die Cragsman Peaks (englisch für Klettererspitzen) sind eine Gebirgsgruppe an der Südküste von Coronation Island im Archipel der Südlichen Orkneyinseln. Sie ragen bis zu 485 m hoch auf der Westseite der Marshall Bay auf und erstrecken sich von Kap Vik in nordwestlicher Richtung bis zum Coldblow Col.
Der Falkland Islands Dependencies Survey nahm zwischen 1956 und 1958 Vermessungen vor. Das UK Antarctic Place-Names Committee benannte sie am 7. Juli 1959 so, weil sie nach dessen Auskunft ein „Paradies für Kletterer“ sind.